# Abierto de Estados Unidos 2002
Lista de los campeones del Abierto de los Estados Unidos de 2002:

## Individual Masculino
Pete Sampras - Andre Agassi: 6-3, 6-4, 5-7, 6-4;

## Individual Femenino
Serena Williams - Venus Williams: 6-4, 6-3;

## Dobles Masculino
Mahesh Bhupathi, Max Mirnyi (India, Bielorrusia) - Jiri Novak, Radek Štěpánek (República Checa): 6-3, 3-6, 6-4;

## Dobles Femenino
Virginia Ruano Pascual, Paola Suárez (España, Argentina) - Yelena Dementieva, Janette Husárová (Rusia, Eslovaquia): - 6-2, 6-1;

## Dobles Mixto
Lisa Raymond, Mike Bryan (EE. UU.) - Katarina Srebotnik, Bob Bryan (Eslovenia, EE. UU.): 7-6 (11-9), 7-6 (7-1).
- Datos: Q856524
- Multimedia: 2002 US Open (tennis) / Q856524

| Predecesor: Abierto de los Estados Unidos 2001 | Abierto de los Estados Unidos 2002 | Sucesor: Abierto de los Estados Unidos 2003 |
| Predecesor: Campeonato de Wimbledon 2002       | Grand Slam 2002                    | Sucesor: Abierto de Australia 2003          |